# Karksi kommun
Karksi vald är en kommun i Estland.   Den ligger i landskapet Viljandimaa, i den södra delen av landet, 160 km söder om huvudstaden Tallinn.
Följande samhällen finns i Karksi vald:
- Karksi-Nuia
- Karksi
- Polli
- Äriküla
- Sudiste
- Lilli
- Tuhalaane

Trakten ingår i den hemiboreala klimatzonen. Årsmedeltemperaturen i trakten är 3 °C. Den varmaste månaden är juli, då medeltemperaturen är 18 °C, och den kallaste är februari, med −11 °C.